# Stöckheimer Hof

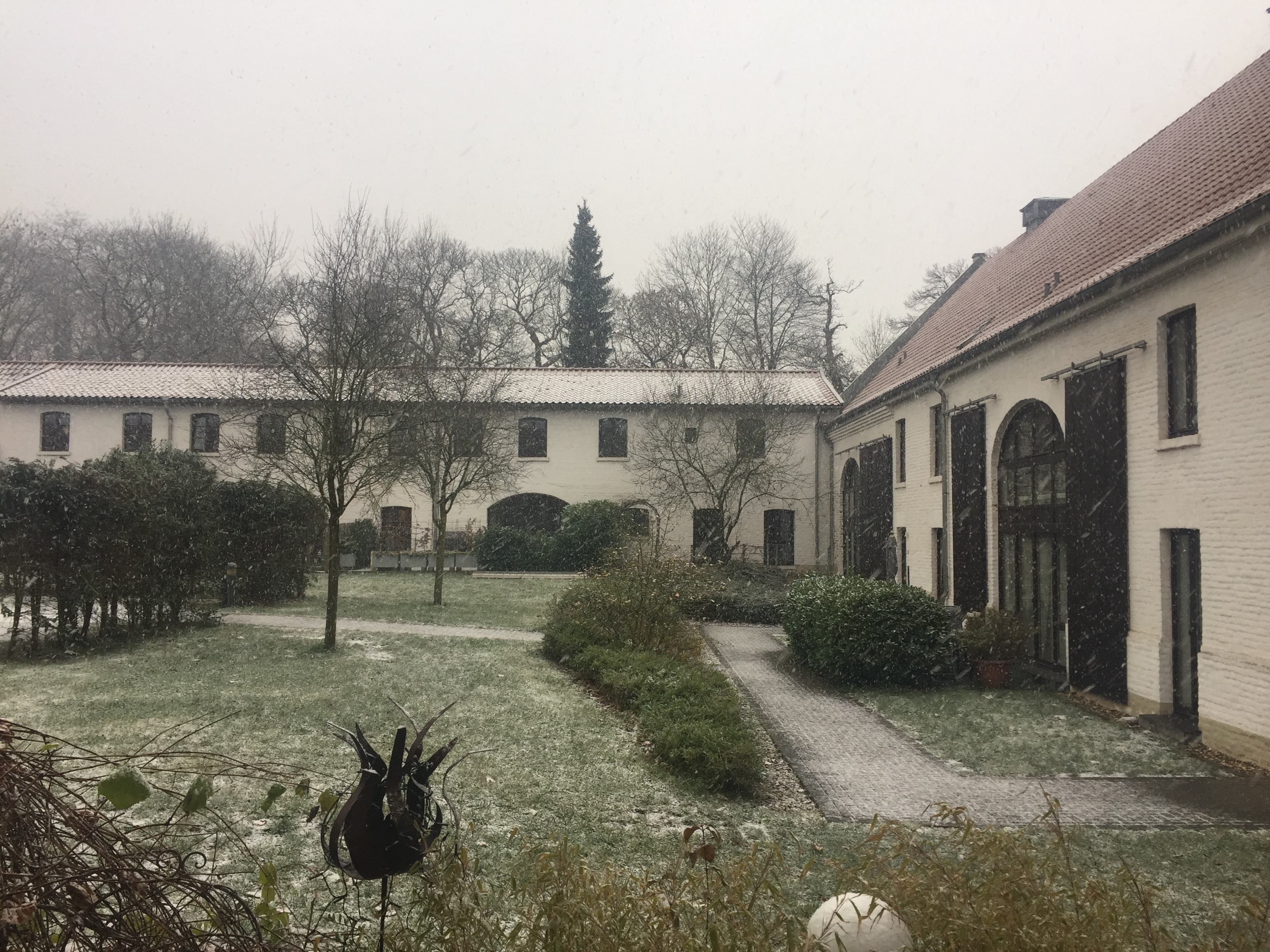
Der Innenhof des Stöckheimer Hofs

Der Stöckheimer Hof (auch Gut Stöckheimer Hof oder zu Werbezwecken Gut Stöckheim genannt) ist eine Hofanlage in Köln, im Bereich des Stadtteils Esch/Auweiler, An der Steckener Aue 1–25. 
Der Hof liegt in einer landwirtschaftlich ruhigen Lage zwischen den Kölner Stadtteilen Esch/Auweiler, Pesch und Bocklemünd/Mengenich an der Grenze zu Pulheim. Der Stöckheimer Hof ist einschließlich Garten ein eingetragenes Baudenkmal.  Im Park des Hofs wurde 1835 ein Aussichtsturm errichtet, um den Baufortschritt am Kölner Dom beobachten zu können. Davon ist noch eine gemauerte Ruine vorhanden.
Bei der heutigen Anlage des Stöckheimer Hofes handelt es sich um einen Vierkanthof, dessen Bestandteile während der Zweiten Hälfte des 19. Jahrhunderts errichtet wurden, er liegt im Naturschutzgebiet Baadenberger Senke, Stöckheimer See und Große Laache. Der älteste bekannte Nachweis benennt für die Zeit um 1600 einen Peter Bruyns als Hofpächter.
Der Hof wurde entsprechend den Auflagen der Denkmalbehörde in eine Wohnanlage verwandelt, die Umgestaltung erfolgte bis Anfang 2003.
Die Eintragung des Stöckheimer Hof in die Denkmalliste der Stadt Köln erfolgte am 25. März 1985 (Denkmal Nr. 8391).